# German Josef Krieglsteiner
German Josef Krieglsteiner (* 8. September 1937 in Luditz, Tschechoslowakei; † 5. Dezember 2001) war ein deutscher Mykologe. Sein botanisch-mykologisches Autorenkürzel lautet „Krieglst.“.

## Leben
Der Sohn eines Lehrerehepaars studierte bis 1961 an der Pädagogischen Hochschule Schwäbisch Gmünd Biologie und Musik und arbeitete danach als Haupt- und Realschullehrer. Danach wurde er als Fachlehrer für Didaktik der Biologie an die Pädagogische Hochschule Schwäbisch Gmünd berufen.
Neben seiner beruflichen Tätigkeit war Krieglsteiner einer der profiliertesten Mykologen in Deutschland und Mitteleuropa. Dabei wandte er sich diesem Forschungsgebiet erst Mitte der 1960er Jahre zu. 1967 begründete er mit zwei weiteren Mykologen eine pilzkundliche Arbeitsgemeinschaft in Schwäbisch Gmünd und war ab 1971 einer der wichtigsten Funktionsträger der Deutschen Gesellschaft für Mykologie (DGfM).
Von 1974 bis 1993 hatte er die Schriftleitung der von der DGfM herausgegebenen Zeitschrift für Mykologie inne. Zwischen 1985 und 1994 war Krieglsteiner Vorsitzender der DGfM und danach deren Ehrenvorsitzender.
German J. Krieglsteiner hatte mit seiner Frau Heidi fünf Kinder. Sein Sohn Lothar Krieglsteiner ist ebenfalls Mykologe.

## Werk
Krieglsteiners Hauptforschungsgebiet war die Verbreitung und Ökologie der Großpilze. Weiter war er Initiator und Hauptbearbeiter der Verbreitungskarten der Großpilze der Bundesrepublik Deutschland. In seinem Werk Verbreitungsatlas der Großpilze Deutschlands wurde erstmals der Versuch unternommen, das Vorkommen der Pilze in Rasterkarten zu dokumentieren. Herausragend ist die Herausgabe der Reihe Die Großpilze Baden-Württembergs (zusammen mit Andreas Gminder, Armin Kaiser und Wulfard Winterhoff), die in fünf Bänden erschienen ist.

## Auszeichnungen
- 1981 Kosmos-Medaille "Forscher aus Leidenschaft"
- 1987 Bundesverdienstkreuz am Bande